# Артур Буш
Артур Буш (англ. Arthur Busch; нар. 8 березня 1944) — австралійський хокеїст на траві.
Срібний призер Олімпійських Ігор 1968 року.